# Abraham Ben Samuel Abulafija
Abraham Ben Samuel Abulafija, judovski kabalist in samozvani mesija, * 1241, † 1291.
Pisal je mistične, preroške, polemične eseje ter raziskoval judovske legende s pomočjo gematrije. Ohranjen je samo rokopis njegovih Preroških knjig (Sifrej Nevua) iz leta 1279.